# Жуки-ящерицы
Жуки-ящерицы (лат. Languriinae) — подсемейство жесткокрылых из семейства Erotylidae.

## Описание
Жуки длиной от 1,5 до 10 мм.

## Распространение
В Канаде обитают семь видов. На территории России 2 вида.

## Экология и местообитания
Эти жуки имеют широкую распространённость в различных зоогеографических областях, но наибольшее количество видов обитают в тропиках. Личинки и имаго в основном питаются гниющей растительностью и грибными гифами, редко живой растительностью. У самок некоторых видов в яйцекладе имеются микангии — специальные органы для переноса симбиотических грибов.

## Систематика
Существуют разные взгляды на статус семейства (или подсемейства в составе Erotylidae). Ранее, часть специалистов признавали статус группы Languriidae как отдельного семейства. Однако, недавние филогенетические исследования, как морфологические, так и генетический анализ последовательности ДНК подтверждают, что Erotylidae и Languriidae являются парафилетическими членами одной группы. Следовательно семейство Languriidae должно быть включено в состав Erotylidae (в качестве подсемейства Langurinae).
- Триба: Hapalipini Leschen 2003
  - Роды: Bolerus — Hapalips — Truquiella
- Триба: Languriini Crotch, 1873
  - Роды: Acropteroxys — Amyduvea — Anadastus — Anisoderomorpha — Anomalolanguria — Apterodastus — Basulanguria — Brasilanguria — Caenolanguria — Callilanguria — Camptocarpus — Celolanguria — Chromauges — Cladoxena — Clerolanguria — Compsolanguria — Congodastus — Crotchia — Dasydactylus — Doubledaya — Ectrapezidera — Epilanguria — Fatua — Ganluria — Goniolanguria — Idiolanguria — Ischnolanguria — Labidolanguria — Languria — Languriomorpha — Languriophasma — Langurites — Ligurana — Malleolanguria — Megalanguria — Meristobelus — Microlanguria — Neanadastus — Neocladoxena — Neoloberolus — Nomotus — Ortholanguria — Oxylanguria — Pachylanguria — Paederolanguria — Paracladoxena — Paulianus — Penoanguria — Pentelanguria — Promecolanguria — Slipinskiella — Stenolanguria — Teretilanguria — Tetraphala — Trapezidera — Trapezidistes
- Триба Thallisella Sen Gupta, 1968
  - Роды: Acryptophagus — Platoberus — Pseudhapalips — Thallisella